# Un millier de flocons
Un millier de flocons (Let it Snow) est un téléfilm de Noël américain réalisé par Harvey Frost et diffusé le 30 novembre 2013 sur Hallmark Channel.

## Distribution
- Candace Cameron Bure : Stephanie Beck
- Jesse Hutch : Brady Lewis
- Alan Thicke : Ted Beck
- Gabrielle Rose : Karla Lewis
- Dan Willmott : Paul Lewis
- Alison Thornton : Angeline Bennett
- Samantha Ferris : Sally
- Connor Christopher Levins : Zak
- John Innes : Harvey
- Meredith McGeachie : Tara
- Matthew Kevin Anderson : Andy
- Emma Tremblay : Amanda